# Landkreis Kelheim
Landkreis Kelheim är ett distrikt (Landkreis) i Niederbayern i det tyska förbundslandet Bayern. I distriktet bor cirka 119 000 personer. Huvudorten är Kelheim.

## Geografi
Distriktet bildas av 24 kommuner (Gemeinden). Landskapet kännetecknas av cirka 535 km² jordbruksmark, 415 km² skogsmark, 15 km² vattenytor samt 45 km² samhällen och trafikanläggningar.
Landkreis Kelheim är ansluten till motorvägen A93, till floden Donau och Europakanalen samt till järnvägssträckan Ingolstadt-Regensburg. Typiska jordbruksprodukter från distriktet är humle, sparris och kött samt ull från får.

## Infrastruktur
Vandring och cykelsemester är vanliga fritidsaktiviteter i distriktet.